# Catopheria
Catopheria là một chi thực vật có hoa trong họ Hoa môi (Lamiaceae).

## Loài
Chi Catopheria gồm các loài: